# William Shockley (skuespiller)
|  | Ikke at forveksle med fysikeren William Shockley |
William Shockley (født 17. september 1963 i Lawrence, Kansas) er en amerikansk skuespiller og musiker.
Han dimitterede fra Texas Tech Universitet med den grad i statskundskab.
Han er kendt som rollen Hank Lawson i den populære serie Lille doktor på prærien.